# Silvia Bervingas
Silvia Bervingas (* 22. März 1955 in Kaiserslautern) ist eine deutsche Schauspielerin und Theater-Regisseurin.

## Ausbildung und Leistungen
Silvia Bervingas studierte von 1973 bis 1976 Übersetzen und Dolmetschen an der Universität des Saarlandes und war anschließend als Fremdsprachenkorrespondentin tätig. Von 1982 bis 1988 bildete sie sich in Schauspiel, Pantomime, Clown- und Bewegungstheater, Commedia dell’arte und Tanz aus. Seit 1986 ist sie in der freien Theaterszene überwiegend im Saarland als Schauspielerin und Regisseurin tätig oder hält Lesungen ab. 1989 schrieb sie zur Wiedereröffnung des Saarbrücker Schlosses das Manuskript für das „Schlossgespenst“ und führte in dieser Rolle Kinder durch das Schloss. 2006 erhielt sie den saarländischen Kulturpreis „Die goldene Resonanz“ für Kontinuität und Flexibilität in der darstellenden Kunst. Mit ihrer Rolle als Margot Müller in der Tatortfolge Melinda des SR im Januar 2013 wurde sie auch überregional bekannt.

## Filmografie
- 2013: Loona Balloona (Kurzfilm)
- 2013: Tatort – Melinda
- 2014: Tatort – Adams Alptraum
- 2014: SOKO Leipzig (Fernsehserie, 1 Folge)
- 2015: Helldunkel (Kurzfilm)

## Auszeichnung
- 2005: „Die goldene Resonanz“, saarländischer Kulturpreis für Kontinuität und Flexibilität in der darstellenden Kunst, der alle zwei Jahre von der Künstler-Initiative KIR und dem Resonanz-Theater Saarbrücken undatiert, aber mit Urkunde, verliehen wird.